# Jan Ruml

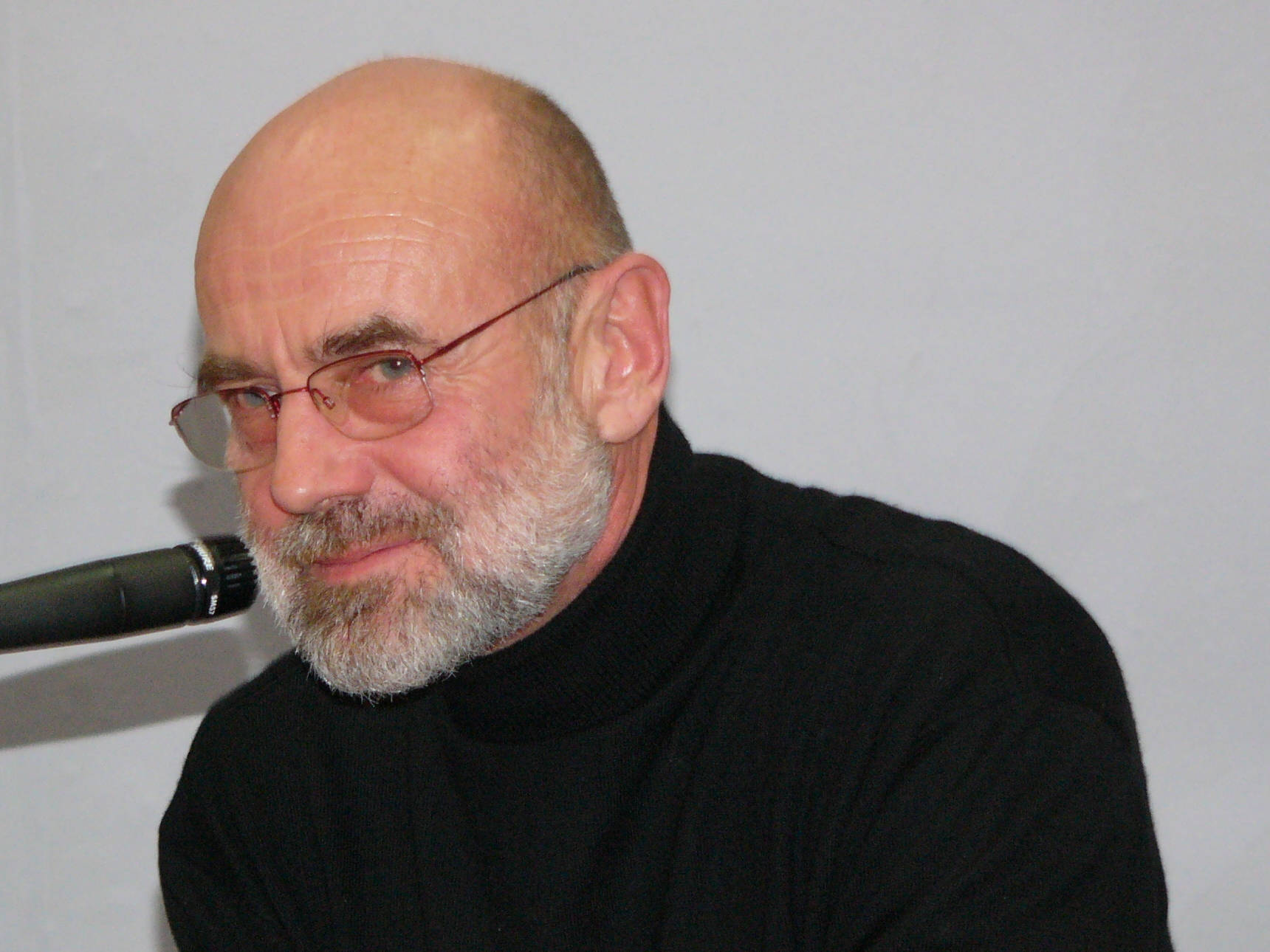
Jan Ruml (2007)

Jan Ruml (* 5. März 1953 in Prag) ist ein tschechischer Politiker und Journalist. In der ČSSR war er Dissident, während der Samtenen Revolution Mitbegründer des Bürgerforums und der daraus hervorgegangenen Partei ODS. Von 1992 bis 1997 war er tschechischer Innenminister. 1998 gründete er die liberale Unie svobody (Freiheitsunion), deren Vorsitzender er bis 1999 war. Von 1998 bis 2004 gehörte Ruml dem tschechischen Senat an.

## Leben
Ruml konnte als Sohn des Journalisten und Dissidenten Jiří Ruml nach der Matura im Jahr 1972 nicht studieren und war bis 1989 als Arbeiter tätig. Wie sein Vater war er als Dissident aktiv und gehörte zu den Mitunterzeichnern der Charta 77. Ruml gehörte 1987/88 zu den Gründern der oppositionellen Zeitung Lidové noviny, die im Untergrund als Samisdat produziert und verbreitet wurde.
Während der Samtenen Revolution 1989 engagierte sich Ruml im Bürgerforum. Er beteiligte sich an der Gründung der Zeitschrift Respekt und war im Jahr 1990 deren erster Chefredakteur. Von April bis Juni 1990 leitete er die nach der Auflösung der tschechoslowakischen Staatssicherheit (StB) gebildete zivilen Spionageabwehr (Amt für den Schutz der Verfassung und der Demokratie, ÚOÚD) der Tschechoslowakei. Zudem war er stellvertretender Innenminister der ČSFR und beteiligte sich 1991 an der Gründung der Občanská demokratická strana (ODS). Im Juni 1992 wurde er in die Nationenkammer des nur noch bis Jahresende tagenden tschechoslowakischen Föderalparlaments gewählt. Zugleich übernahm er in der Regierung von Václav Klaus das Amt des tschechischen Innenministers, das er auch nach der Auflösung der Tschechoslowakei 1993 behielt.  Ruml wurde 1996 in die tschechische Abgeordnetenkammer gewählt, darüber hinaus blieb er Innenminister.
Im Herbst 1997 brach innerhalb der ODS in Zusammenhang mit einer Parteispendenaffäre ein innerparteilicher Konflikt aus. Ruml kritisierte zusammen mit dem stellvertretenden Parteivorsitzenden Ivan Pilip den Parteivorsitzenden und Ministerpräsidenten Václav Klaus scharf und forderte dessen Rücktritt. Klaus wiederum versuchte Ruml als Minister zu entlassen, was zunächst am Widerstand von Staatspräsident Václav Havel scheiterte und erst mit Verzögerung am 7. November 1997 stattfand. Nachdem die Koalitionspartner ODA und KDU-CSL, wegen des innerparteilichen Streits der ODS aus der Regierung austraten, trat letztendlich das gesamte Kabinett zurück. Auf dem vorgezogenen Parteitag der ODS am 19. Dezember 1997 scheiterte Ruml mit seinem Versuch, Klaus als Parteivorsitzenden abzulösen. Daraufhin bildete er zusammen mit Ivan Pilip und mit einer Gruppe ihm loyaler Abgeordneter eine eigene Plattform, die sich im Gegensatz zu den Unterstützern von Klaus an der Regierung Josef Tošovský beteiligten. Aus dieser Plattform heraus gründete Ruml zusammen mit Ivan Pilip kurz darauf die Unie svobody (Freiheitsunion), zu deren ersten Vorsitzenden er gewählt wurde.

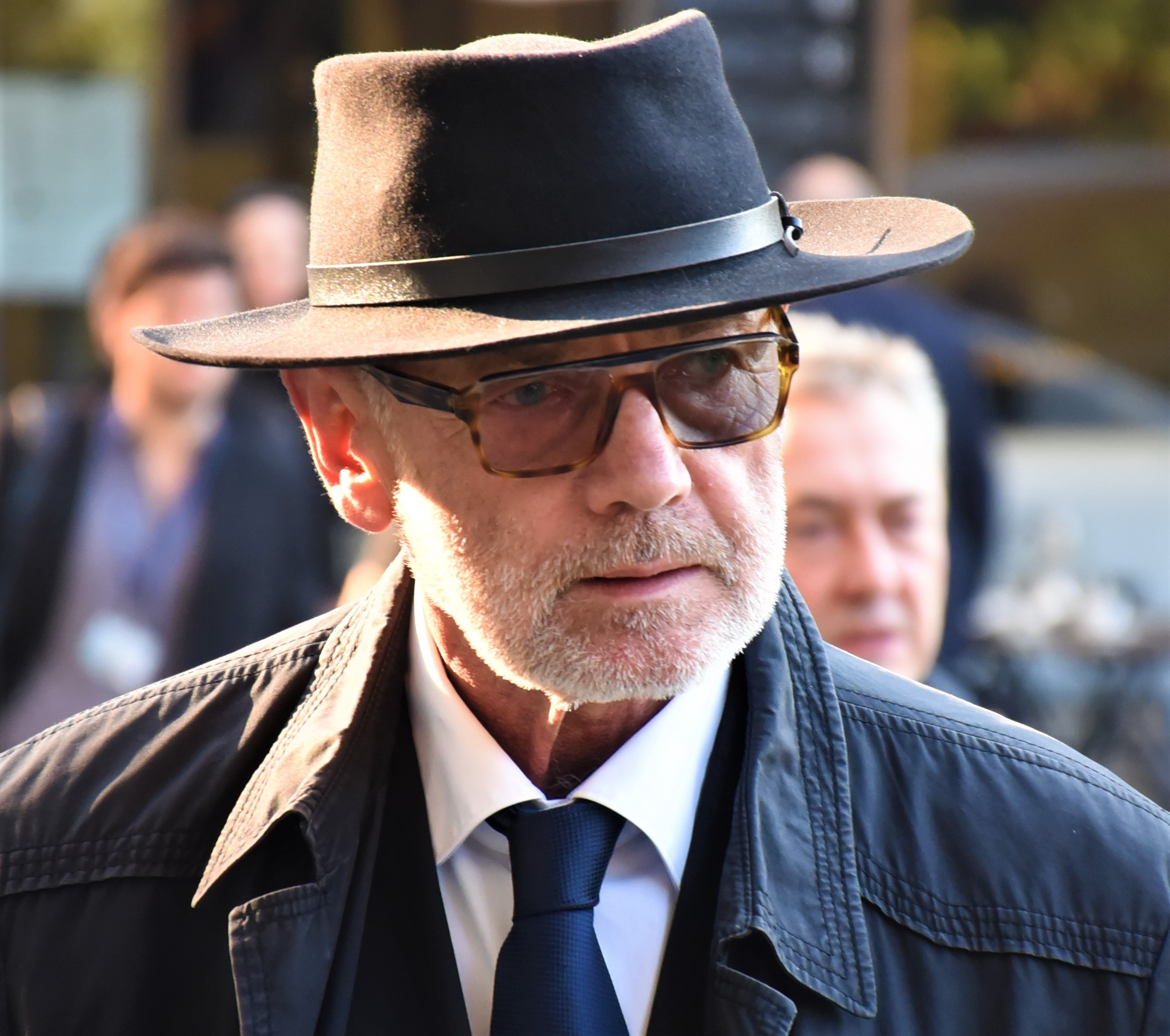
Ruml im Jahr 2019

Die Freiheitsunion erreichte bei der vorgezogenen Parlamentswahl in Tschechien 1998 8,6 % der Stimmen und Ruml wurde als Abgeordneter bestätigt. Er lehnte eine Zusammenarbeit mit dem Wahlsieger, der sozialdemokratischen ČSSD ab, die daraufhin mangels Koalitionsalternativen einen Oppositionsvertrag mit der ODS schloss. Daraufhin schloss sich die US als Gegenbündnis mit der DEU, der ODA und der KDU-ČSL zur sogenannten Viererkoalition zusammen. Das Abgeordnetenmandat gab Ruml bereits im Herbst 1998 wieder ab, nachdem er als Vertreter des Bezirks Prag 6 in den Senat, das Oberhaus des Tschechischen Parlamentes, gewählt worden war. Bereits Ende 1999 gab Ruml jedoch den Parteivorsitz der US mit der Begründung einer Mitverantwortung für die gegenseitigen Blockaden in der tschechischen Politik ab. In den Jahren 1999–2004 studierte er Jura und schloss das Studium mit dem Magisterexamen ab. Ruml kritisierte die Teilnahme der Freiheitsunion an der Koalition mit der ČSSD ab 2002 und trat 2004 aus der Partei aus. Sein Senatsmandat konnte er bei der Wahl im selben Jahr nicht verteidigen.
2010 trat er in die Partei der Grünen Strana zelených (SZ) ein, die er jedoch 2014 wieder verließ. Im Oktober 2018 wurde Ruml als Parteiloser zum Bezirksverordneten von Prag 2 gewählt.